# آن من قبرص
آن القبرصية أو آن دي لوزينيان (24 سبتمبر 1418 - 11 نوفمبر 1452)؛ كانت دوقة سافوي من خلال زواجها من لويس السّافوي؛ هي ابنة يانوس ملك قبرص وشارلوت البوربونية ابنة جان الأول، كونت لامارش وكاترين من فندوم، هي عضو من سلالة بواتييه-لوزينيان الصليبية.

## الحياة
في 9 أغسطس 1431 وقع عقد الزواج بين آن وأميديو، أمير بيدمونت وحمل لقب أمير آخايا، هو الابن البكر لـ أميديو الثامن، دوق سافوي (الذي أصبح فيما بعد البابا المزيف فيليكس الخامس)؛ ومع ذلك توفي الأمير بعد عشرين يوماً فقط، في 29 أغسطس.
بعد خمسة أشهر، وفي 1 يناير 1432، تم توقيع عقد زواج ثان لآن، وهذه المرة مع لويس السّافوي، شقيق أميديو الأصغر الوريث الجديد لدوقية سافوي، تم حفل الزفاف بعد عامين، في 12 فبراير 1434  في تشامبيري، وبعد بضعة أشهر في 7 نوفمبر استقال الدوق أميديو الثامن من الحكومة التي أصبحت في يد ابنه لويس، على الرغم من أنه تخلى رسمياً لصالحه إلا أنه انتخب في عام 1440.
زوج آن كان مهتم أكثر بـ الشعر في دوقيته، ولكنه كان لديه الحب كبير لزوجته، التي تركها تدريجياً تدير شؤون الدولة، آحيانا كانت تشتاق لحنين إلى بلدها، بحيث نظمت العديد من حفلات للاستقبال اللوردات القبارصة الأقوياء، لإقناع الزوار زينت القلاع ونظمت المهرجانات وقدمت الهدايا للضيوف، ومما تسبب ذلك في احتجاج الكثير من الفلاحين والنبلاء في مقاطعة فود.
لتخفيف بعض ديونها، نظمت آن لتزويج لأحد بناتها، والتي كانت هذه تحالف مفيدة لـ أسرة سافوي إلى حداً ما، وفي عام 1451 بسن العاشرة سنوات زوجت ابنتها شارلوت من دوفين فرنسا وفي المستقبل لويس الحادي عشر، بعد ذلك ادعي أنه لم يتنازل عن المهر الموعود، من معاقل جديدة بحيث استولت- على عدة قلاع في بريس والعديد من المدن الرئيسية في فود.
وفي عام 1452، اشترت آن كفن تورينو من جان دي شارني مقابل قلعة فارامبو، بعد سنوات أذن البابا بولس الثاني يولاند الفرنسية بإيداع بقايا الكفن المقدس في قبو قلعة تشامبيري التي أصبح برجيها الكنيسة، كرمز ديني.
توفيت آن في جنيف البالغة من العمر أربعة والأربعون.

## الزواج والأبناء
- تزوجت أولا في 1431 من أميديو، أمير بيدمونت الابن البكر لـ البابا المزيف فيليكس الخامس وماري البرغونية؛ إلا توفي مبكراً بعد عقد القران.
- ثم تزوجت في 1434 في شامبيري من شقيقه الأصغر لويس، دوق سافوي؛ وانجبت له ما يقرب تسعة عشر ابناً:-

1. أميديو التاسع دوق سافوي (ثونون؛ 1 فبراير 1435 - 30 مارس 1472).
2. لويس ملك قبرص، وكونت جنيف (ثونون؛ 5 يونيو 1436 - 12 يوليو 1382؛ ريبايل).
3. ماري (مورس؛ مارس 1437 - 1 ديسمبر 1437؛ ثورون).
4. جان (1440-1437).
5. فيليب الثاني، دوق سافوي (ثونون؛ 5 فبراير 1438 - 7 نوفمبر 1497؛ تورينو).
6. مارغريت (بينرولو؛ أبريل 1439 - 9 مارس 1483؛ بروج)؛ تزوجت أولا من جيوفاني الرابع، ماركيز مونفيراتو، ثم من بيير الثاني، كونت سان بول.
7. بيير (جنيف؛ 2 فبراير 1440 - 21 أكتوبر 1458؛ تورينو)؛ رئيس أساقفة تارنتاسيا.
8. يانوس (جنيف؛ 8 نوفمبر 1440 - 22 ديسمبر 1491؛ آنسي)؛ كونت جنيف وفاسيغني.
9. شارلوت (تشامبيري؛ 16 نوفمبر 1441 - 1 ديسمبر 1483؛ آمبواز)؛ تزوجت من لويس الحادي عشر ملك فرنسا.
10. أيمون (جنيف؛ 2 نوفمبر 1442 - 30 مارس 1443؛ جنيف).
11. جاك (جنيف؛ 29 نوفمبر 1444 - 1 يونيو 1445؛ جنيف).
12. أغنيس (تشامبيري؛ أكتوبر 1445 - 16 مارس 1509؛ باريس)؛ تزوجت لويس دي أورليان، دوق لونجفيل.
13. جان لودفيكو (جنيف؛ 29 نوفمبر 1444 - 1 يونيو 1445؛ جنيف).
14. ماريا (بينرولو؛ 20 مارس 1448 - 13 سبتمبر 1475)؛ تزوجت من لويس دي لوكسمبورغ، كونت سان بول، كونستابل فرنسا.
15. بونا (أفيغليانا؛ 12 أغسطس 1449 - 17 نوفمبر 1503؛ فوسانو)؛ تزوجت من غالياتسو ماريا سفورزا؛ دوق ميلانو.
16. جياكومو (جنيف؛ سبتمبر 1450 - 30 يناير 1468؛ هام آن بيكاردي)؛ كونت رومون، ولورد فود.
17. آن (جنيف؛ سبتمبر 1452 - 1 أكتوبر 1452؛ جنيف).
18. فرانسوا (آنسي؛ 19 أغسطس 1454 - 6 أكتوبر 1490؛ تورينو)؛ رئيس أساقفة أوش وأسقف جنيف.
19. جين (توفيت مع الولادة 1455).